# Alexander Tsymbalyuk

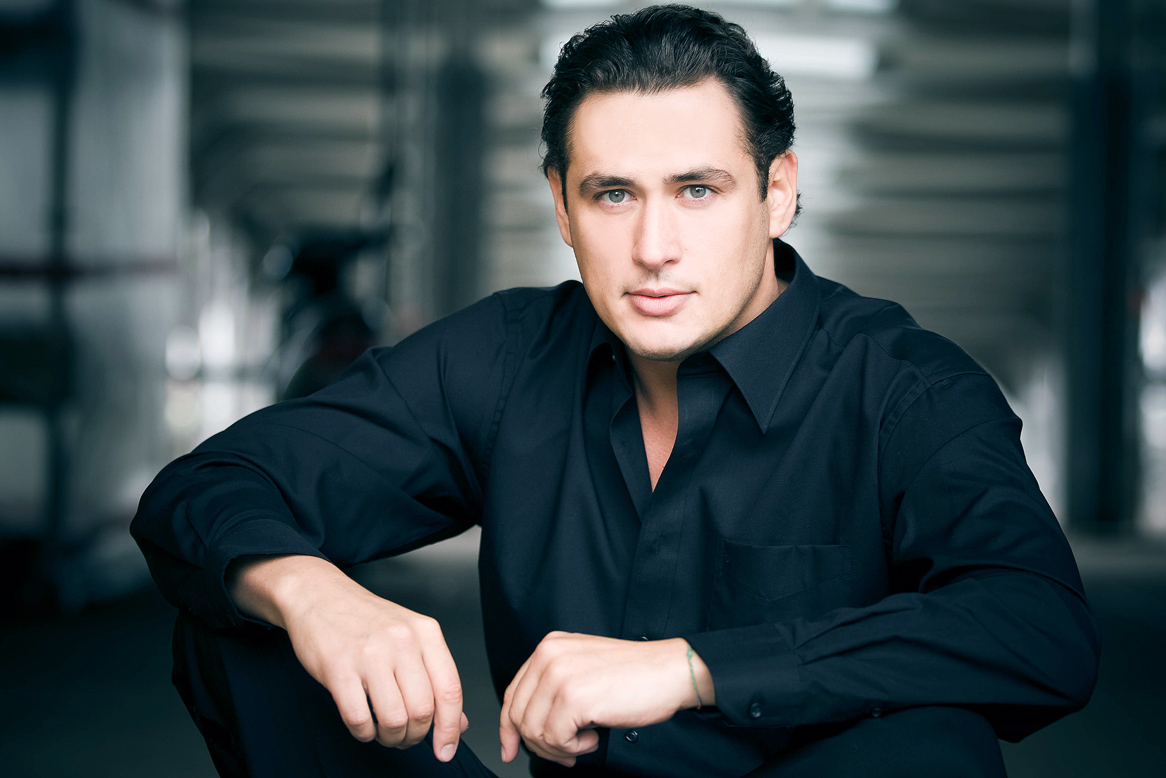
Alexander Tsymbalyuk (2010, Foto Henriette Mielke)

Alexander Tsymbalyuk (ukrainisch Олександр Цимбалюк/Oleksandr Zymbaljuk; * 1976 in Odessa, Ukrainische SSR) ist ein ukrainischer Opernsänger (Bass). Er singt seit 2001 an der Hamburgischen Staatsoper.

## Leben
Alexander Tsymbalyuks musikalische Ausbildung begann im Alter von fünf Jahren. Ab 1995 studierte er Gesang am Konservatorium in Odessa und schloss sein Studium 2003 mit einem Master in Gesang ab. 2000 wurde Alexander Tsymbalyuk als Solist am Opernhaus Odessa engagiert. Von 2001 bis 2003 war Tsymbalyuk Mitglied des Internationalen Opernstudios der Hamburgischen Staatsoper, in der Spielzeit 2003/04 wurde er dort in das feste Ensemble übernommen.
Zu Tsymbalyuks Repertoire gehören bisher über fünfzig große Nebenrollen, darunter: der Boris aus Boris Godunow, der Ramfis und Re aus Aida, der König Rene aus Iolanta, der Commendatore aus Don Giovanni, der Bartolo aus Le nozze di Figaro, Fürst Gremin aus Eugen Onegin, Sparafucile und Monterone in Rigoletto, Banco aus Macbeth, der Ferrando aus Il trovatore, Fiesco aus Simon Boccanegra, der Lodovico aus Otello, der Timur aus Turandot, der Colline aus La Bohème, Hunding in Die Walküre, der Fafner in Das Rheingold und in Siegfried, der Basilio in Barbier von Sevilla und der Raimondo Bidebent in Lucia di Lammermoor.

## Auszeichnungen und Preise
- 1996: 1. Platz beim Nachwuchswettbewerb New Names of Ukraine in Kiew
- 1998: 2. Platz beim Internationalen Antonín-Dvořák-Wettbewerb in Karlovy Vary
- 1999: 2. Platz beim International Competition of Young Opera Singers Alchevsky in Charkow
- 2000: 1. Platz beim Internationalen Mikuláš-Schneider-Trnavský-Wettbewerb in Trnava
- 2006: 1. Platz beim V. Internationalen Wettbewerb für junge Opernsänger „Elena Obraztsova“ in Moskau[6]
- 2007: 1. Platz beim XIII. Internationalen Wettbewerb für junge Opernsänger „Riccardo Zandonai“ in Riva del Garda
- 2007: 1. Platz im Fach Gesang beim XIII. Internationalen Tschaikowski-Wettbewerb in Moskau[7]
- 2008: Dr.-Wilhelm-Oberdörffer-Preis von der Stiftung zur Förderung der Hamburgischen Staatsoper[8]

## Diskografie
- 2007: Fafner in Das Rheingold, Liveaufnahme einer Inszenierung an der Hamburgischen Staatsoper. (Oehms Classics OC 925)
- 2008: Timur in Turandot, Liveaufnahme einer Inszenierung aus dem Palau de les Arts Reina Sofía, Valencia (Naxos 700404[9])
- 2013: Boris in Boris Godunow, Liveaufnahme einer Inszenierung aus der Bayerischen Staatsoper, München.